# Celestino Migliore
Celestino Migliore (Cuneo, 1º luglio 1952) è un arcivescovo cattolico italiano, dall'11 gennaio 2020 nunzio apostolico in Francia.

## Biografia
Nato in Piemonte, ha studiato presso il Seminario di Cuneo, dove ha conseguito il baccalaureato in teologia, e ha ricevuto l'ordinazione presbiteriale il 25 giugno 1977 dal vescovo di Cuneo Carlo Aliprandi. Ha continuato a studiare presso la Pontificia Università Lateranense di Roma, ottenendo il dottorato in diritto canonico. Nel 1977 si è diplomato presso la Pontificia accademia ecclesiastica.

### Carriera diplomatica
Successivamente ha lavorato nel servizio diplomatico della Santa Sede. Venne inviato prima in Angola, come addetto e secondo segretario della delegazione apostolica, dal 1980 al 1984. Nel 1984 è assegnato presso l'Organizzazione degli Stati Americani fino alla chiamata a lavorare presso la Nunziatura apostolica in Egitto nel 1988; successivamente, nel 1989, fu trasferito a quella in Polonia e quindi nominato, nel 1992, osservatore permanente della Santa Sede presso il Consiglio d'Europa da papa Giovanni Paolo II.
Nel 1995 è stato nominato sottosegretario alla Sezione per le Relazioni con gli Stati della Segreteria di Stato della Santa Sede da papa Giovanni Paolo II, occupandosi anche delle relazioni con i paesi asiatici che non intrattenevano relazioni diplomatiche con la Santa Sede. In tale veste guidò delegazioni in Cina, Vietnam e Corea del Nord e partecipò a numerose conferenze dell'Organizzazione delle Nazioni Unite. Insegnò anche diplomazia ecclesiastica presso la Pontificia Università Lateranense, in qualità di docente invitato.

### Ministero episcopale

#### Osservatore permanente presso le Nazioni Unite
Il 30 ottobre 2002 è stato nominato osservatore permanente della Santa Sede presso l'Organizzazione delle Nazioni Unite ed elevato ad arcivescovo titolare di Canosa da papa Giovanni Paolo II. Il 6 gennaio 2003 è stato consacrato arcivescovo presso la basilica di San Pietro in Vaticano da papa Giovanni Paolo II, co-consacranti l'arcivescovo argentino Leonardo Sandri e l'italiano Antonio Maria Vegliò. 
Nel 2007, nel corso della 62ª assemblea generale dell'Organizzazione delle Nazioni Unite, osserva:
(Celestino Migliore nel corso della sessantaduesima assemblea dell'ONU)
Il 18 aprile 2008 papa Benedetto XVI effettuò una visita pastorale presso la sede dell'Organizzazione delle Nazioni Unite e incontrò il segretario generale Ban Ki-moon, rivolgendosi all'Assemblea generale e al personale. Nel novembre dello stesso anno l'osservatore guidò la delegazione della Santa Sede alla Conferenza internazionale di follow-up sul finanziamento per lo sviluppo in Doha.
Nel dicembre 2008 in un'intervista all'Agenzia cattolica I Media annuncia che la Santa Sede si opporrà alla Proposta dell'Unione Europea per una dichiarazione ONU che condanni formalmente le discriminazioni contro gli omosessuali, condivisa da tutti i 27 paesi membri dell'Unione Europea, nella quale si chiede la depenalizzazione dell'omosessualità in quegli Stati dove sono considerati reati gli atti omosessuali o l'omosessualità in sé stessa e si riafferma il principio di non-discriminazione, che richiede l'estensione dei diritti umani ad ogni essere umano indipendentemente dall'orientamento sessuale o dall'identità di genere. L'opposizione di Migliore era dovuta a quest'ultima richiesta, poiché molti Stati attualmente non riconoscono il diritto al matrimonio — indicato come uno dei diritti fondamentali nella Dichiarazione universale dei diritti umani — tra persone dello stesso sesso, e dunque attuano una discriminazione sulla base dell'orientamento sessuale. Il timore è quello che la mozione apra la strada alla condanna, in quanto "discriminanti", anche di questi Paesi e li obblighi a riconoscere nuove forme di matrimonio, cui la Chiesa è contraria.
Nel gennaio 2009 parlò del conflitto tra Israele e Gaza e affermò che la Santa Sede esprimeva la sua solidarietà ai civili in quelle regioni che sopportano il peso del conflitto. Il 9 marzo interviene alla 53ª sessione della commissione del Consiglio economico e sociale delle Nazioni Unite sulla condizione delle donne. Il 6 maggio successivo chiese l'attuazione di alcune misure verso il disarmo nucleare e la non proliferazione. Parlò nel corso della terza sessione del Comitato preparatorio per la Conferenza dell'Organizzazione delle Nazioni Unite del 2010 sulla non proliferazione delle armi nucleari.
Il 17 dicembre 2009 interviene all'assemblea plenaria del segmento di alto livello della Conferenza dell'Organizzazione delle Nazioni Unite sui cambiamenti climatici in Copenaghen.

#### Nunzio apostolico

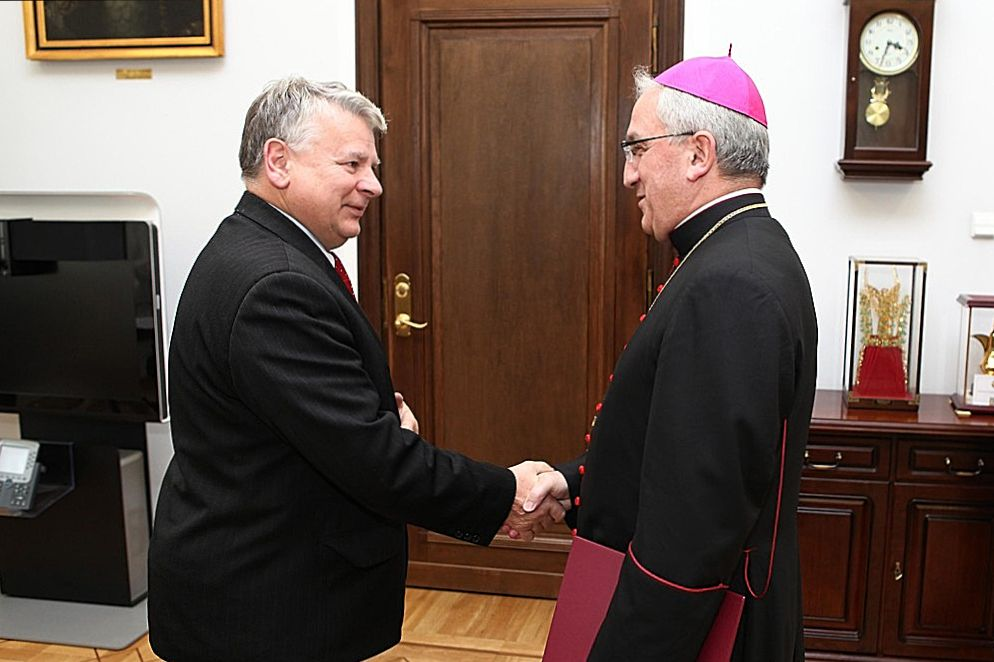
Il maresciallo del Senato della Polonia Bogdan Borusewicz e Celestino Migliore

Il 30 giugno 2010 è stato nominato nunzio apostolico in Polonia, dove ha svolto un'opera di diplomazia apprezzata dalla Conferenza episcopale polacca, e ha iniziato la sua missione diplomatica il 15 settembre successivo. Il 19 febbraio 2011 ha presieduto la messa esequiale dell'arcivescovo Józef Życiński presso la cattedrale di Lublino e il 28 aprile 2012 quella del vescovo di Pelplin Jan Bernard Szlaga presso la cattedrale di Pelplin. L'11 luglio successivo ha partecipato, a Dębowiec, al XXV incontro internazionale della Gioventù Salesiana, e il 27 ottobre 2013 presiede la messa nel centenario della morte della beata Celina Borzecka.
Il 14 settembre 2014 ha visitato la città di Parczew, dove ha celebrato una messa in occasione del 450º anniversario dell'adozione delle risoluzioni del Concilio di Trento e del centenario della consacrazione del Santuario di Nostra Signora Regina della Famiglia.

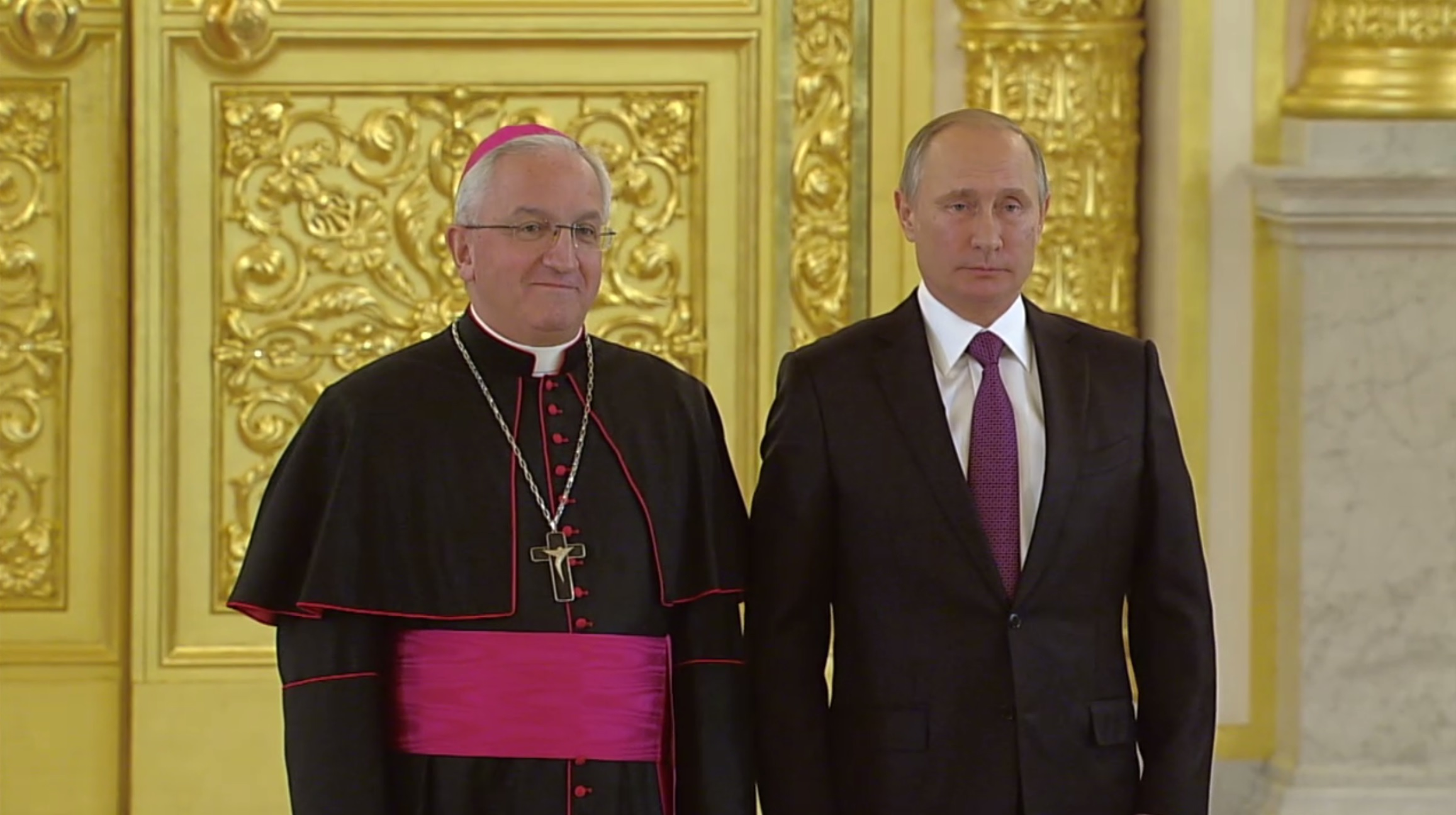
Celestino Migliore con Vladimir Putin nel 2016

Ha svolto la sua opera diplomatica a Varsavia fino al 28 maggio 2016, data in cui papa Francesco lo ha trasferito alla nunziatura apostolica nella Federazione Russa. Il 5 agosto successivo ha lasciato la nunziatura polacca. Ha iniziato la sua nuova missione diplomatica il 9 novembre e il 21 gennaio 2017 ha ricevuto anche la nomina a nunzio apostolico in Uzbekistan, succedendo a Ivan Jurkovič, arcivescovo titolare di Corbavia.
Nell'agosto 2017 ha avuto l'opportunità di accogliere a Mosca il cardinale Pietro Parolin, segretario di Stato della Santa Sede, in visita per pochi giorni, rispondendo all'invito delle autorità del Paese. 
L'11 gennaio 2020 è stato nominato nunzio apostolico in Francia e ha iniziato la sua missione diplomatica il 27 agosto successivo; succede a Luigi Ventura, le cui dimissioni per raggiunti limiti di età erano state accettate da papa Francesco il 17 dicembre 2019.

### Curiosità
- Oltre all'italiano conosce l'inglese, il francese, lo spagnolo e il portoghese.
- Nel corso del suo ministero episcopale, è stato co-consacrante di ventidue vescovi:
  - Arcivescovo Charles Daniel Balvo (2005)
  - Arcivescovo Joseph Salvador Marino (2008)
  - Vescovo Piotr Greger (2011)
  - Vescovo Janusz Boguslaw Stepnowski (2011)
  - Vescovo Henryk Ciereszko (2012)
  - Vescovo Krzysztof Jakub Wetkowski (2012)
  - Vescovo Piotr Henryk Sawczuk (2013)
  - Vescovo Stanislaw Jamrozek (2013)
  - Vescovo Damian Bryl (2013)
  - Vescovo Rafal Markowski (2013)
  - Arcivescovo Józef Górzyński (2013)
  - Arcivescovo Aldo Giordano (2013)
  - Vescovo Roman Pindel (2014)
  - Vescovo Jan Piotrowski (2014)
  - Vescovo Stanislaw Salaterski (2014)
  - Vescovo Marek Grzegorz Marczak (2015)
  - Vescovo Michael Janocha (2015)
  - Vescovo Zbigniew Jan Zielinski (2015)
  - Vescovo Wojciech Tomasz Osial (2016)
  - Vescovo Miroslaw Milewski (2016)
  - Vescovo Jacek Kicinski (2016)
  - Vescovo Gregoire Marie Cador (2023)

## Genealogia episcopale e successione apostolica
La genealogia episcopale è:
- Cardinale Scipione Rebiba
- Cardinale Giulio Antonio Santori
- Cardinale Girolamo Bernerio, O.P.
- Arcivescovo Galeazzo Sanvitale
- Cardinale Ludovico Ludovisi
- Cardinale Luigi Caetani
- Cardinale Ulderico Carpegna
- Cardinale Paluzzo Paluzzi Altieri degli Albertoni
- Papa Benedetto XIII
- Papa Benedetto XIV
- Papa Clemente XIII
- Cardinale Enrico Benedetto Stuart
- Papa Leone XII
- Cardinale Chiarissimo Falconieri Mellini
- Cardinale Camillo Di Pietro
- Cardinale Mieczysław Halka Ledóchowski
- Cardinale Jan Maurycy Paweł Puzyna de Kosielsko
- Arcivescovo Józef Bilczewski
- Arcivescovo Bolesław Twardowski
- Arcivescovo Eugeniusz Baziak
- Papa Giovanni Paolo II
- Arcivescovo Celestino Migliore

La successione apostolica è:
- Vescovo Tadeusz Lityński (2012)
- Vescovo Wiesław Szlachetka (2014)
- Vescovo Rudolf Pierskała (2014)
- Vescovo Łukasz Mirosław Buzun, O.S.P.P.E. (2014)
- Vescovo Henryk Wejman (2014)
- Vescovo Piotr Wojciech Turzyński (2015)

## Onorificenze

### Laureehonoris causae
Nel corso della sua carriera diplomatica, riceve le lauree honoris causae presso i seguenti atenei:
- St. John's University in New York
- Pontificia università Giovanni Paolo II in Cracovia
- Pontificia Facoltà Teologica di Breslavia
- Università Cardinale Stefan Wyszyński di Varsavia